# Engin Fırat
Engin Fırat (n. 11 iunie 1970, Istanbul) este un antrenor de fotbal de etnie turcă. Acesta și-a început cariera de fotbalist la vârsta de 10 ani.

## Palmares

### Ca antrenor secund
- Süper Lig (Turcia)
  - Medalii de argint: 2001–02 (cu Fenerbahçe)
- TFF 1. Lig (Turcia)
  - Medalii de aur: 2004–05 (cu Sivasspor)
- Persian Gulf Pro League (Iran)
  - Medalii de aur: 2006–07 (cu Saipa)
- WAFF Championship (Asia)
  - Medalii de aur:  2008 (cu Iran)

### Ca director sportiv
- TFF 1. Lig (Turcia)
  - Medalii de argint: 2015–16 (cu Kardemir Karabükspor)